# ワカサ
ワカサ株式会社（Wakasa Co.,Ltd.）は、大阪府大阪市福島区に本社を置く肝油を中心とした栄養補助食品の製造販売をおこなう企業である。1884年創業。

## 会社概要
明治期から今日まで販売され続ける「眼鏡肝油」の発売元として知られる。元々は製薬会社が多数軒を連ねる道修町で、創業者の伊藤千太郎により「伊藤千太郎商会」として発足し、のちに武田長兵衛商店（現・タケダ）の発展に深く関係することになる内林直吉とも強い関係を持っていたことでも知られる。
「眼鏡肝油」は現存する肝油製品の中では一番長い歴史を持つ製品であり、当時神戸にあったドイツの商館から贈られた高級品の鼻メガネが、自社の高級で舶来品に負けない品質を持つ肝油とイメージが合うということから、商標名として登録されたものである。
現在でこそシェアは低くなったものの、河合製薬から発売されている「肝油ドロップ」と共に今もなお長い歴史を持つ栄養補助食品としてしっかり根を降ろしている。